# Rogers Island (Nunavut)
Rogers Island (Roger Island) –  niezamieszkana wyspa w Archipelagu Arktycznym, w regionie Qikiqtaaluk, na terytorium Nunavut, w Kanadzie. W pobliżu Rogers Island położone są wyspy: Sterry Tower Island (7,3 km), Sarah Island (8,2 km), Enchantress Island (8,6 km), Allen Island (31,1 km) i Brevoort Island (38,8 km).